# Elisabetansk tid
Elisabetansk tid eller den elisabetanska eran är en tidsperiod förknippad med drottning Elisabet I:s regeringstid 1558–1603 och betraktas ofta som en guldålder i Englands historia.
Den var den engelska renässansens höjdpunkt, och engelsk litteratur och poesi blomstrade. Det var under denna tid den elisabetanska teatern växte och William Shakespeare, bland andra, skrev pjäser som skilde sig markant från Englands tidigare pjässtil. Det var en tid då England expanderade och utforskade utomlands, medan den protestantiska reformationen på hemmaplan etablerades och lyckades försvara sig mot de katolska krafterna på kontinenten.
Den elisabetanska tiden hålls även högt i kontrast till perioderna före och efter den. Det var en kort period av huvudsakligen inrikes fred mellan den engelska reformationen och stridigheterna mellan protestanter och katoliker och striden mellan parlamentet och monarkin som skulle komma att prägla 1600-talet. Den protestantiska/katolska delningen var stabil, under en tid på grund av den elisabetanska religiösa uppgörelsen, och parlamentet var ännu inte starkt nog att utmana monarkin.

## Ekonomisk utveckling
Den transoceana handeln hade inneburit en stark uppgång för handeln. Effekten av detta blev i sin tur ett ökat ekonomiskt välstånd för landet. Man kan se denna tid som en början på det engelska världsväldet med strävan efter sjöherravälde och ökade fördelar inom handeln. En symbol för den här tiden var sjöhjälten och upptäcktsresanden sir Francis Drake.
Flera handelskompanier grundades under den här tiden för den transoceana handeln. Hemma i England utvecklades det manufakturer för bland annat järnframställning och den engelska textilframställningen fick ett rejält uppsving. Orsaken till detta var en stor hemmamarknad som möjliggjordes genom en lång kust och därmed en lättillgänglighet för de engelska köpmännen. Den ekonomiska expansionen med en arbetskraftsintensiv industri bidrog också till att det fanns en stark köpkraft hos befolkningen. Exporten av engelska textilier steg också rejält under perioden. De stora ofrälse jordägarna, landed gentry, upplevde också en blomstringstid med täta kontakter och ingiften med köpmännen.

## Befolkning
Befolkningen ökade också i landet under den här tiden (landet hade dryga 4 miljoner invånare). De flesta levde på landsbygden och den elisabetanska tiden var en bra tid för de engelska bönderna. London blomstrade också och fördubblade sin befolkning under andra halvan av 1500-talet från cirka 100 000 till cirka 200 000 invånare. Den stora befolkningen i staden skapade i sig en marknad som var gynnsam för närområdet. Grunden för Londons välstånd var den transoceana handeln.
England var således rikt i jämförelse med andra nationer i Europa. Den italienska renässansen hade avslutats och halvön dominerades av utländska krafter. Frankrike var intrasslat i sina religiösa stridigheter som inte skulle lösas förrän 1598 med Nantesediktet. Delvis på grund av detta, men även för att England hade förlorat sina sista utposter på kontinenten var den elisabetanska tiden befriad från de konflikter mellan Frankrike och England, vilka pågått under århundraden.